# Callia III
Callia del demo di Eleusi (in greco antico: Kαλλίας?, Kallías; Atene, metà V secolo a.C. – dopo il 371 a.C.) è stato un politico ateniese, figlio di Ipponico III, nato dalla prima moglie di Clinia, figlia di Megacle, un Alcmeonide e terzo di una delle più illustri famiglie ateniesi a portare il nome di Callia. È tristemente famoso per la sua stravaganza e dissolutezza.
Gli storici a volte lo chiamano Callia III per distinguerlo dal nonno Callia II e dal nonno di suo nonno, Callia I.

## Biografia

### Le ricchezze
Callia nacque nel demo di Scambonide. La sua famiglia era molto ricca: la maggior parte dei suoi averi derivava dall'affitto di un gran numero di schiavi per le miniere d'argento pubbliche del Laurio. In cambio la famiglia veniva pagata in argento con una quota dei proventi della miniera. Di conseguenza era considerata la più ricca di Atene e molto probabilmente di tutta la Grecia, e il capo della famiglia era spesso definito semplicemente "ὁ πλούσιος" (ho plùsios, "il ricco"). Gli unici che potevano rivaleggiare con loro in ricchezza erano i tiranni di Siracusa.

### Contro Andocide
Callia deve aver ereditato le ricchezze della famiglia nel 424 a.C., il che può essere collegato con la menzione di lui nella commedia Gli adulatori di Eupoli, nel 421 a.C., avendo da poco ottenuto l'eredità. Nel 400 a.C. fu coinvolto in un tentativo di distruggere la carriera dell'oratore attico Andocide, accusandolo di aver collocato un ramo supplichevole sull'altare del tempio di Eleusi durante la celebrazione dei Misteri, profanandolo. Tuttavia, secondo Andocide, il ramo fu messo lì da Callia stesso.

### Conferenza a Sparta del 371
Nel 392 a.C. fu posto al comando della fanteria pesante ateniese a Corinto in occasione della sconfitta di un contingente spartano da parte di Ificrate. Callia era prosseno – cioè ambasciatore – a Sparta per famiglia, e, come tale, fu tra i responsabili della negoziazione della pace con Sparta nel 371 a.C. Senofonte riporta che in questa occasione Callia tenne un discorso assurdo e da megalomane.

### La morte
Si dice che Callia si ridusse alla miseria assoluta. Callia morì così povero che non si poté permettere le necessità comuni della vita. Lasciò un figlio legittimo di nome Ipponico.

## Personalità
Si dice che Callia dissipò tutta la ricchezza ereditata in sofisti, adulatori e donne. Questa dissolutezza era abbastanza evidente già all'inizio della sua vita e, prima della morte di suo padre, era detto essere il "genio del male" della famiglia.
Il Simposio di Senofonte e il Protagora di Platone si svolgono a casa di Callia. In quest'ultima opera, in particolare, il personaggio di Callia è descritto con caratteri vivaci, come un dilettante molto divertito dai discorsi intellettuali di Protagora e Socrate. Callia III è anche un interlocutore di Socrate nel dialogo di Eschine Socratico, Aspasia.